# آنگه-یون بانی
آنگه-یون بانی (انگلیسی: Ange-Yoan Bonny؛ زادهٔ ۲۵ اکتبر ۲۰۰۳) بازیکن فوتبال اهل فرانسه است که هم اکنون به عنوان مهاجم برای باشگاه فوتبال اینتر میلان بازی می کند.

## افتخارات
پارما
- سری بی(۱): ۲۴–۲۰۲۳